# 6-Stunden-Rennen von Daytona 1972

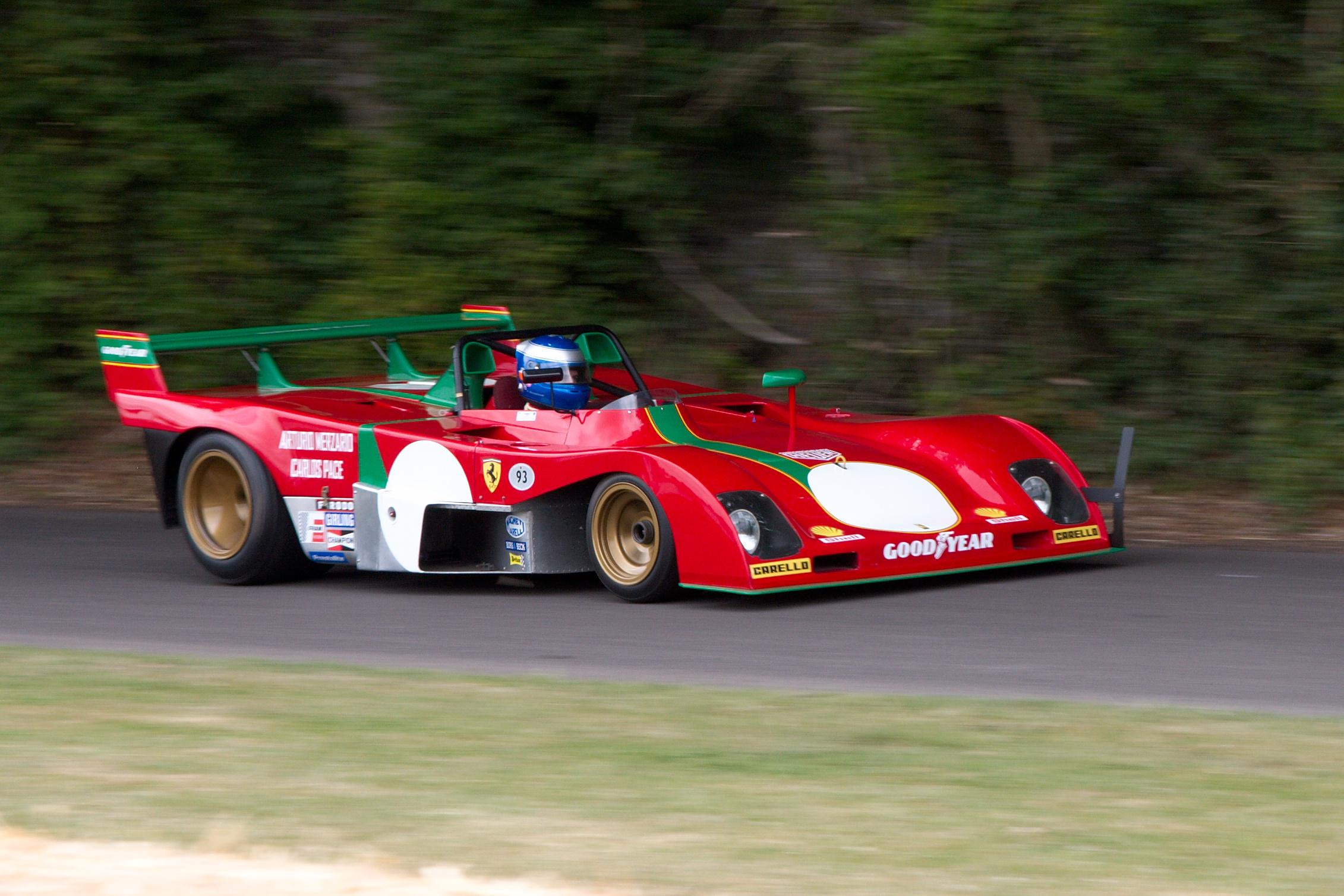
Ferrari 312PB

Das 6-Stunden-Rennen von Daytona, auch The Daytona 24, Three Great Races In 24 Hours (Six Hour Daytona Continental-World Manufacturer's Championship Race), Daytona International Speedway, Daytona Beach, Florida, fand am 6. Februar 1972 auf dem Daytona International Speedway statt und war der zweite Wertungslauf der Sportwagen-Weltmeisterschaft dieses Jahres.

## Das Rennen
Auf Grund der Energiekrise Anfang der 1970er-Jahre wurde die Distanz des 24-Stunden-Rennens auf 6-Stunden-Fahrzeit verkürzt. Wie in den Jahren davor zählte das Rennen zur Sportwagen-Weltmeisterschaft. Die Saison begann im Jänner mit dem 1000-km-Rennen von Buenos Aires, das mit dem Gesamtsieg von Ronnie Peterson und Tim Schenken auf einem Werks-Ferrari 312PB endete. Auch in Daytona war Ferrari wieder die Favoritenmannschaft. Diesmal siegten Mario Andretti und Jacky Ickx vor ihren Teamkollegen Peterson und Schenken und der Alfa-Romeo-Besatzung Vic Elford und Helmut Marko.

## Ergebnisse

### Schlussklassement
| 1               | S 3.0    | 2  | Ferrari Automobili                                    | Mario Andretti Jacky Ickx                        | Ferrari 312PB                | 194 |
| 2               | S 3.0    | 6  | Ferrari Automobili                                    | Tim Schenken Ronnie Peterson                     | Ferrari 312PB                | 192 |
| 3               | S 3.0    | 5  | Autodelta S.P.A.                                      | Vic Elford Helmut Marko                          | Alfa Romeo T33/TT/3          | 190 |
| 4               | S 3.0    | 4  | Ferrari Automobili                                    | Clay Regazzoni Brian Redman                      | Ferrari 312PB                | 179 |
| 5               | S 3.0    | 9  | Autodelta S.P.A.                                      | Nanni Galli Andrea de Adamich                    | Alfa Romeo T33/3-71          | 175 |
| 6               | S 2.0    | 56 | Promotional Advertising Corp.                         | Tom Waugh Hugh Kleinpeter                        | Lola T212                    | 166 |
| 7               | GT 2.5   | 59 | Brumos Porsche Audi Corp.                             | Hurley Haywood Peter Gregg                       | Porsche 911S                 | 166 |
| 8               | GT + 2.5 | 57 | Dave Heinz Racing                                     | Robert Johnson Dave Heinz                        | Chevrolet Corvette           | 163 |
| 9               | S 2.0    | 55 | Roger McCaig Racing                                   | Roger McCaig Maurice McCaig                      | Lola T212                    | 161 |
| 10              | GT 2.5   | 61 | James Locke                                           | James Locke Bob Bailey                           | Porsche 911S                 | 161 |
| 11              | T 5.0    | 94 | Bolus & Snopes Ltd.                                   | Bob Mitchell Bob Christiansen                    | Chevrolet Camaro             | 158 |
| 12              | T 5.0    | 47 | Takondo Racing                                        | Vince Gimondo Chuck Dietrich                     | Chevrolet Camaro             | 157 |
| 13              | GT 2.5   | 81 | Daniel Muniz                                          | Daniel Muniz Ruben Novoa                         | Porsche 914/6                | 155 |
| 14              | GT 2.5   | 41 | Kirill Racing Brundick Motor Co. Ltd.                 | Peter Kirill Russ Norburn                        | Porsche 911S                 | 152 |
| 15              | GT + 2.5 | 18 | Ring Free Oil Racing Team & Baker Motor Co.           | Charles Reynolds Clive Baker                     | Ferrari 365 GTB/4            | 152 |
| 16              | T 5.0    | 17 | C. C. Canada Inc.                                     | John Tremblay David Ellis-Brown                  | Chevrolet Camaro             | 152 |
| 17              | T 5.0    | 89 | Smith-Kemp Auto Racing Team                           | Bert Gafford Houghton Smith Tom Fraser           | Chevrolet Camaro             | 151 |
| 18              | T 5.0    | 42 | Jose Garcia Racing                                    | Luis Sereix Ralph Noseda                         | Chevrolet Camaro             | 145 |
| 19              | T 5.0    | 52 | Chitwood Chevrolet Inc.                               | Joie Chitwood junior Tim Chitwood                | Chevrolet Camaro             | 142 |
| 20              | GT 2.5   | 72 | Lee McDonald Algar Porsche Audi                       | Lee McDonald Bert Everett                        | Porsche 914/6                | 131 |
| 21              | GT + 2.5 | 99 | Phil Currin                                           | Robert Whitaker Phil Currin                      | Chevrolet Corvette           | 130 |
| Nicht klassiert |          |    |                                                       |                                                  |                              |     |
| 22              | S 2.0    | 54 | Automobile International Inc.                         | Brian Goellnicht Bill Pryor                      | Abarth 2000SP                | 122 |
| 23              | T 5.0    | 60 | Robert Fordyce                                        | Robert Fordyce Richard Small                     | Chevrolet Camaro             | 105 |
| 24              | S 3.0    | 12 | Ecurie Bonnier                                        | Reine Wisell Joakim Bonnier                      | Lola T280                    | 93  |
| Disqualifiziert |          |    |                                                       |                                                  |                              |     |
| 25              | S 2.0    | 32 | Abarth-Osella                                         | Arturo Merzario Àlex Soler-Roig                  | Abarth 2000SP/71             | 166 |
| 26              | GT + 2.5 | 48 | John Greenwood Racing                                 | Tony Adamowicz John Greenwood                    | Chevrolet Corvette           | 114 |
| Ausgefallen     |          |    |                                                       |                                                  |                              |     |
| 27              | GT + 2.5 | 50 | John Greenwood Racing                                 | Donald Yenko John Cordts                         | Chevrolet Corvette           | 153 |
| 28              | S 3.0    | 82 | Tony Dean                                             | Tony Dean Bob Brown                              | Porsche 908/02               | 151 |
| 29              | GT + 2.5 | 27 | North American Racing Team                            | Sam Posey Ronnie Bucknum Luigi Chinetti jr.      | Ferrari 365 GTB/4            | 119 |
| 30              | S 3.0    | 7  | Autodelta S.P.A.                                      | Peter Revson Rolf Stommelen                      | Alfa Romeo T33/TT/3          | 108 |
| 31              | S 3.0    | 62 | Escuderia Montjuich                                   | Jorge de Bagration Juan Fernández                | Porsche 908/03               | 100 |
| 32              | T 2.5    | 24 | Libra International Racing                            | John Buffum John Fitzpatrick                     | Ford Escort RS1600           | 88  |
| 33              | T 5.0    | 43 | Garzia Racing                                         | Javier Garcia Manuel Garcia                      | Chevrolet Camaro             | 79  |
| 34              | GT + 2.5 | 51 | Warren Shiber                                         | Bobby Spirgel Arthur Mollin                      | Chevrolet Corvette Sting Ray | 75  |
| 35              | T 5.0    | 8  | Automotive Engineering Enterprises                    | Jim Fitzgerald Tom Nehl                          | Chevrolet Camaro             | 74  |
| 36              | GT 2.5   | 58 | Brumos Porsche Audi Corp.                             | Hector Rebaque senior Guillermo Rojas            | Porsche 914/6                | 70  |
| 37              | GT 2.5   | 27 | Dr. Richard Weiss                                     | Richard Schuck Richard Weiss                     | Porsche 911S                 | 67  |
| 38              | GT 2.5   | 27 | Dr. Richard Weiss                                     | Richard Schuck Richard Weiss                     | Porsche 911S                 | 67  |
| 39              | GT + 2.5 | 53 | Michael Oleyar                                        | Michael Oleyar Robert Luebbe                     | Chevrolet Corvette           | 65  |
| 40              | GT 2.5   | 66 | John Belperche                                        | John Belperche George Rollin                     | Porsche 911S                 | 64  |
| 41              | T 5.0    | 70 | Gene Harrington                                       | Gene Harrington Larry Bock                       | Chevrolet Camaro             | 64  |
| 42              | GT 2.5   | 16 | Toad Hall Racing                                      | Michael Keyser Bob Beasley                       | Porsche 911S                 | 50  |
| 43              | S 2.0    | 26 | Doug Shierson Fred Opert Mexican-American Racing Team | Nick Craw Bill Barber                            | Chevron B19                  | 49  |
| 44              | T 5.0    | 87 | Buck Baker                                            | Buck Baker Larry Baker                           | Pontiac Firebird             | 43  |
| 45              | GT + 2.5 | 88 | Smith-Kemp Auto Racing Team                           | Charlie Kemp Tom Fraser Houghton Smith           | Chevrolet Corvette           | 36  |
| 46              | T 5.0    | 80 | Preston Hood Chevrolet Inc.                           | John Elliott Don Gwynne                          | Chevrolet Camaro             | 34  |
| 47              | T 5.0    | 86 | Simone Fleming                                        | Paul Fleming David Boggs                         | Pontiac Firebird             | 32  |
| 48              | GT + 2.5 | 11 | Ron Weaver                                            | Jerry Thompson Ron Weaver Tony DeLorenzo         | Chevrolet Corvette Spyder    | 21  |
| 49              | GT 2.5   | 28 | Porsche Kremer Team                                   | Erwin Kremer Günther Huber                       | Porsche 911S                 | 19  |
| 50              | GT 2.5   | 40 | Northlake Porsche Audi Inc.                           | Levon Pentecost Anthony Torgersen                | Porsche 911S                 | 11  |
| 51              | S 3.0    | 21 | North American Racing Team                            | Luigi Chinetti jr. George Eaton                  | Ferrari 312P                 | 7   |
| 52              | GT + 2.5 | 33 | Sheldon Stafford                                      | Sheldon Stafford Ron Stafford                    | Chevrolet Corvette           | 5   |
| 53              | T 5.0    | 74 | Norman Mosher                                         | Al Straub Norman Mosher                          | Ford Mustang                 | 2   |
| 54              | GT + 2.5 | 76 | Silverstone Racing Team                               | George Stone Bruce Jennings                      | Porsche 911T                 | 2   |
| 55              | T 5.0    | 93 | Bolus & Snopes Ltd.                                   | Dave Houser Wilbur Shaw jr.                      | Shelby GT350                 | 2   |
| 56              | S 2.0    | 25 | Doug Shierson Fred Opert Mexican-American Racing Team | Rodolfo Junco Fred van Beuren                    | Chevron B19                  | 1   |
| 57              | S 3.0    | 14 | Ecurie Bonnier                                        | Gérard Larrousse Chris Craft Nestor Garcia-Veiga | Lola T280                    | 1   |
| Nicht gestartet |          |    |                                                       |                                                  |                              |     |
| 58              | S 3.0    | 3  | Autodelta S.P.A.                                      | Andrea de Adamich Nanni Galli                    | Alfa Romeo T33/TT/3          | 1   |
| 59              | GT 2.5   | 19 | David McClain                                         | David McClain Dave White                         | Porsche 914/6                | 2   |
| 60              | GT 2.5   | 75 | Clearwater Datsun                                     | Bobby Clark Don Kearney                          | Datsun 510                   | 3   |
| 61              | T 5.0    | 79 | Arrow Racing Team                                     | Eddie Johnson Clay Young                         | Chevrolet Camaro             | 4   |

1 Unfall im Training
2 nicht gestartet
3 nicht qualifiziert
4 nicht qualifiziert

### Nur in der Meldeliste
Hier finden sich Teams, Fahrer und Fahrzeuge, die ursprünglich für das Rennen gemeldet waren, aber aus den unterschiedlichsten Gründen daran nicht teilnahmen. 
| Pos. | Klasse   | Nr. | Team                                   | Fahrer                                       | Chassis            |
| ---- | -------- | --- | -------------------------------------- | -------------------------------------------- | ------------------ |
| 62   | S 3.0    | 20  | Jochen Weisse BMW Tuning Ltd.          | Jochen Weisse Gerhard Whiffin                | Porsche 917        |
| 63   | GT + 2.5 | 23  | North American Racing Team             | Ronnie Bucknum                               | Ferrari 365 GTB/4  |
| 64   | T 5.0    | 37  | Danny Moore                            | Danny Moore Gary Bishop                      | Ferrari 365 GTB/4  |
| 65   | S 3.0    | 39  | Rainer Brezinka                        | Rainer Brezinka Rudy Bartling Roman Pechmann | Porsche 910        |
| 66   | T 2.5    | 46  | Bob Armstrong                          | Bob Armstrong Rod Bremner                    | Mazda R100         |
| 67   | GT + 2.5 | 64  | Robert Beachle                         | Robert Beachle Roger Burdick                 | Chevrolet Corvette |
| 68   | GT 2.5   | 77  | Faza Racing                            | Jerry Lustig William Baldwin Craig Fisher    | Fiat 124           |
| 69   | T 5.0    | 78  | Daniel Muniz Racing and Juan Izquierdo | Daniel Muniz Juan Izquierdo                  | Ford Mustang       |
| 70   | T 5.0    | 92  | Gordon Barkley                         | Gordon Barkley William Stroud                | Shelby GT350       |
| 71   | T 5.0    | 96  | Gene Felton                            | Gene Felton                                  | Chevrolet Camaro   |
| 72   | T 5.0    | 98  | Ed Matthews                            |                                              | Ford Mustang       |
| 73   | GT + 2.5 | 99  | Ed Matthews                            | Ed Matthews                                  | Ferrari 365 GTB/4  |

### Klassensieger
| Klasse   | Fahrer         | Fahrer           | Fahrzeug           | Platzierung im Gesamtklassement |
| -------- | -------------- | ---------------- | ------------------ | ------------------------------- |
| S 3.0    | Mario Andretti | Jacky Ickx       | Ferrari 312PB      | Gesamtsieg                      |
| S 2.0    | Tom Waugh      | Hugh Kleinpeter  | Lola T212          | Rang 6                          |
| GT + 2.5 | Robert Johnson | Dave Heinz       | Chevrolet Corvette | Rang 8                          |
| GT 2.5   | Hurley Haywood | Peter Gregg      | Porsche 911S       | Rang 7                          |
| T 5.0    | Bob Mitchell   | Bob Christiansen | Chevrolet Camaro   | Rang 11                         |

### Renndaten
- Gemeldet: 73
- Gestartet: 57
- Gewertet: 21
- Rennklassen: 5
- Zuschauer: 35.000
- Wetter am Renntag: warm, leichter Regen zur Mitte des Rennens
- Streckenlänge: 6,132 km
- Fahrzeit des Siegerteams: 6:01:26,400 Stunden
- Gesamtrunden des Siegerteams: 194
- Gesamtdistanz des Siegerteams: 1189,531 km
- Siegerschnitt: 197,338 km/h
- Pole Position: Mario Andretti – Ferrari 312PB (#2) – 1:44,220 = 211,779 km/h
- Schnellste Rennrunde: unbekannt
- Rennserie: 2. Lauf zur Sportwagen-Weltmeisterschaft 1972